# Xanthochroa lateralis
Xanthochroa lateralis är en skalbaggsart som först beskrevs av Melsheimer 1846.  Xanthochroa lateralis ingår i släktet Xanthochroa och familjen blombaggar. Inga underarter finns listade i Catalogue of Life.